# Irene Galitzine
Irene Galitzine (Tbilisi, 22 luglio 1916 – Roma, 20 ottobre 2006) è stata una stilista russa, italiana d'adozione.

## Biografia

### Primi anni

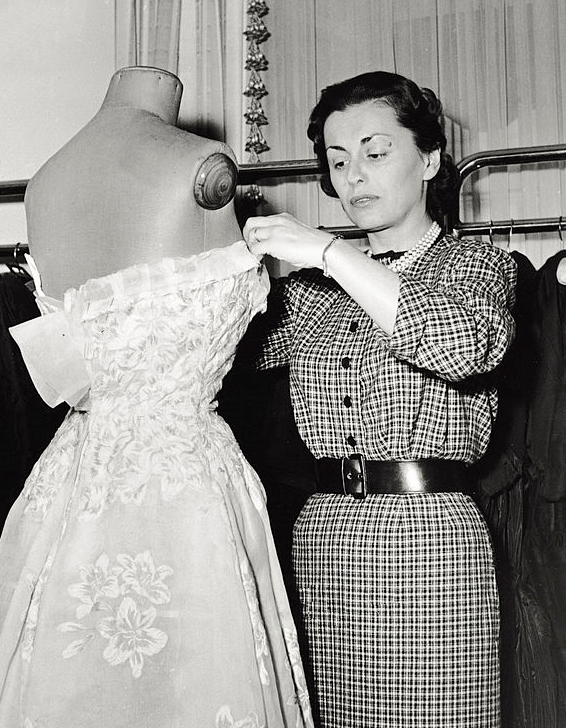
Irene Galitzine nel 1950.

Irene Galitzine nacque a Tbilisi (all'epoca ancora città appartenente alla Russia), dalla principessa Nina Lazareff e l'ufficiale Boris Galitzine; con la madre emigrò in Italia dopo la Rivoluzione d'ottobre, intorno alla metà degli anni venti. A Roma ebbe luogo la sua educazione, studiò storia dell'arte, diventò poliglotta. Entrata nell'aristocrazia romana, riuscì ben presto a farsi notare nel mondo della moda, in particolare dalle Sorelle Fontana che videro in lei, nella sua cultura e nel suo fascino, l'ideale ambasciatrice dei loro abiti nel mondo. Dopo alcune partecipazioni alle sfilate come indossatrice, le affidarono la cura delle pubbliche relazioni della loro maison.
Nel 1947 decide di mettersi in proprio e apre il suo atelier nella mondanissima Via Veneto, andando ad aggiungersi al gruppo di stilisti romani tra cui Schuberth, Ferdinandi, Sorelle Fontana, Fabiani, Simonetta, Garnett, Giovannelli-Sciarra, Gattinoni, Mingolini-Gugenheim che volevano trasferire il centro della moda italiana nella Capitale. È grazie alle sue riconosciute doti che nel 1949 viene invitata a partecipare al Teatro dell'Opera alla sua prima sfilata insieme ad altre 14 case di moda.: Nello stesso anno sposò il marchese Silvio Medici Dè Menezes che la lascerà vedova nel 1989.

### 1959 - 1963: la crescita professionale
La sua prima collezione fu nel 1959, la disegnò in collaborazione con il collega Federico Forquet.
Da quel momento il suo nome divenne noto a livello internazionale grazie alle partecipazioni a numerose sfilate nel triennio 1959 - 1962, ma soprattutto grazie al lancio del pigiama palazzo (così battezzato da Diana Vreeland) che si diffuse nel mondo a partire dalla Sala Bianca di Palazzo Pitti nel 1960. 
Nel 1963 si recò alla Casa Bianca invitata da Jaqueline Kennedy che era molto interessata al suo lavoro; l'incontro favorì la nascita di un'amicizia tra le due donne e l'affermazione della stilista negli Stati Uniti d'America.

### 1964 - 1990: affermazione in Italia

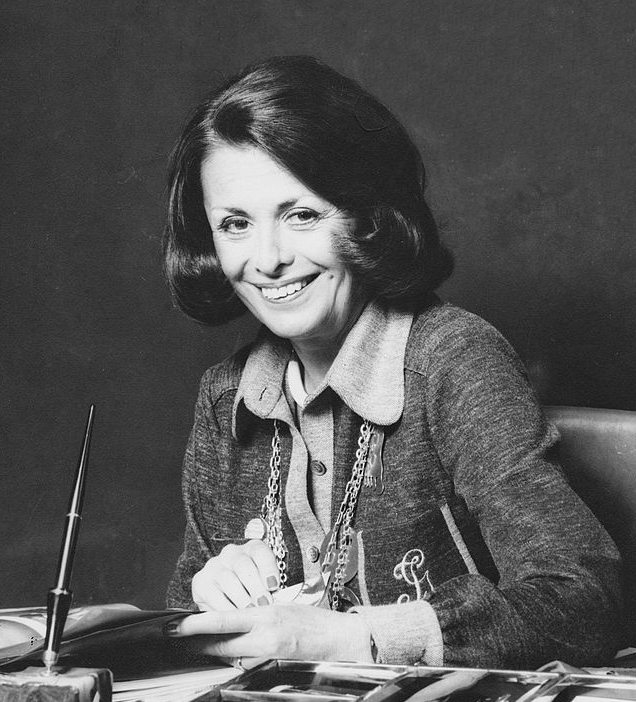
Irene Galitzine nel 1970.

Nel 1964 il nome Irene Galitzine divenne un marchio prestigioso conosciuto anche nell'ambiente cinematografico grazie alla creazione di abiti per alcuni film interpretati da Sophia Loren e Claudia Cardinale. La sua fama spinse l'amministrazione di Baltimora a consegnarle le chiavi della città e a conferirle la cittadinanza onoraria. Ritornata in Italia tra il 1968 e il 1974, organizzò sfilate in diverse città, tra cui Roma, Firenze e Capri, e ottenne successi e riconoscimenti anche da parte dello Stato, infatti nello stesso 1974, l'allora presidente della repubblica Giovanni Leone, la nominò "Cavaliere della Repubblica" per i suoi meriti artistici. 

Nel 1975 recitò la parte di sé stessa nel film Mahogany, per cui si occupò anche dei costumi, in particolare di quelli indossati da Diana Ross. Negli anni ottanta il suo stile ottenne ancora numerosi consensi e nel 1988 Raisa Maksimovna Gorbačëva la invitò a curare l'allestimento di una sfilata al teatro Rossiya di Mosca.

### 1990 - 2006: ultimo periodo
Il successo ottenuto le consentì di essere apprezzata anche nella sua madre patria.  
Nel 1990 la sua società venne posta in liquidazione e il marchio passò alla società Xines facente capo a Giada Ruspoli; la stilista si riservò la supervisione del prodotto a partire dalla fase creativa. 
Nel 2006, pochi mesi prima della sua morte, venne organizzata a Roma una mostra degli abiti più noti e più belli da lei creati. 
Morì il 20 ottobre dello stesso anno all'età di 90 anni.

## Archivio
L'archivio della Casa di Moda Galitzine è stato dichiarato di "interesse storico particolarmente importante" il 30 novembre 2010 dalla Soprintendenza archivistica per il Lazio; è conservato presso la sede della Società Xines srl a Roma. Comprende 78 volumi, suddivisi per collezione, che conservano i ritagli stampa di articoli e redazionali, pubblicati su quotidiani e periodici di tutto il mondo dal 1959 al 1999; una corposa serie di foto di modelli presentati per collezione e foto personali in cui Irene è spesso ritratta con personaggi famosi del mondo politico, culturale e dello spettacolo di tutto il mondo.